# Mikael Hård
Mikael Hård (* 1. Januar 1957) ist ein schwedischer Technikhistoriker und Professor an der Technischen Universität Darmstadt.
Hård studierte an der Princeton University und legte an der Universität Göteborg den Ph.D. ab. 1991–1992 war er Forschungsassistent am Wissenschaftszentrum Berlin für Sozialforschung (WZB), anschließend Associate Professor für Menschliche Technologie in Göteborg und Professor an der TU Trondheim. Von 1998 bis 2022 lehrte er an der TU Darmstadt Technikgeschichte. Er hat mehrere DFG-Graduierten-Programme geleitet: „Technology and Society“ 2001–2003, „Topology of Technology“ 2006–2016, „Urban Infrastructures in Transition: The Case of African Cities“ ab 2014, 2017–2022 Global-Hot.
2007 bis 2010 war er Mitglied des ESF Eurocores Programm „Inventing Europe“.

## Veröffentlichungen
- Microhistories of Technology: Making the World, Palgrave Macmillan, Cham 2023. [Open-Access-Publikation: https://doi.org/10.1007/978-3-031-22813-1]
- mit Ruth Oldenziel: Consumers, Tinkerers and Rebels. The People who shaped Europe, In: Making Europe: Technology and Transformations, 1850–2000: hg. v. Johan Schot and Phil Scranton, Palgrave MacMillan, Houndsmills, Basingstoke, 2013, ISBN 978-0230308022
- Mitautor: Raum und Zeit der Städte : Städtische Eigenlogik und jüdische Kultur seit der Antike, Campus, Frankfurt am Main, 2011
- Hubris and Hybrids. A Cultural History of Technology and Science, Routledge, New York 2005 [with Andrew Jamison]
- Machines are Frozen Spirit. The Scientification of Refrigeration and Brewing in the 19th century – A Weberian Interpretation, Campus Verlag/Westview Press, Frankfurt a. M./Boulder, Col., 1994
- Transforming Spaces: The Topological Turn in Technology Studies, Darmstadt University of Technology, 2003 [mit Andreas Lösch und Dirk Verdicchio]
- The Intellectual Appropriation of Technology: Discourses on Modernity, 1900–1939, Cambridge, MA: The MIT Press, 1998 [mit Andrew Jamison]

### Aufsätze
- mit Jethron Ayumbah Akallah: Under the Historian’s Radar: Local Water Supply Practices in Nairobi, 1940–1980, Water Alternatives 13 (3), 2020, S. 886–901
- mit Mai-Lin Tjoa-Bonatz: Trading Zones in a Colony: Transcultural Techniques at Missionary Stations in the Dutch East Indies, 1860–1940, Social Studies of Science 50 (6), 2020, S. 932–955.[2]
- mit Frank Edward: Maintaining the Local Empire: The Public Works Department in Dar es Salaam, 1920–1960, The Journal of Transport History 41, 2020: 27–46.[3]

## Einzelbelege
1. ↑  Global-HoT: GLOBAL-HOT. Abgerufen am 1. November 2020.
2. ↑  doi.org/10.1177/0306312720925913
3. ↑  doi.org/10.1177/0022526619883457

| Personendaten    | Personendaten                                      |
| ---------------- | -------------------------------------------------- |
| NAME             | Hård, Mikael                                       |
| KURZBESCHREIBUNG | schwedischer Technikhistoriker und Hochschullehrer |
| GEBURTSDATUM     | 1. Januar 1957                                     |